# Едгар Карденас
Едгар Карденас (ісп. Edgar Cardenas; 16 вересня 1974) — мексиканський професійний боксер, чемпіон світу за версією IBF (2003) у мінімальній вазі.

## Професіональна кар'єра
1991 року дебютував на професійному рингу. 1995 року завоював перші регіональні титули WBC–NABF та чемпіона Мексики в першій найлегшій вазі.
Боксуючи з перемінним успіхом переважно у першій найлегшій вазі, 31 травня 2003 року вийшов на бій проти чемпіона світу за версією IBF у мінімальній вазі Мігеля Баррери (Колумбія) і переміг нокаутом в десятому раунді.
4 жовтня 2003 року вийшов на перший захист проти Денієла Реєса (Колумбія) і програв технічним нокаутом в шостому раунді.
20 березня 2004 року здійснив спробу відібрати звання чемпіона WBO у мінімальній вазі у Івана Кальдерона (Пуерто-Рико), але програв нокаутом в одинадцятому раунді, після чого завершив кар'єру.